# Jay Garner
Pour les articles homonymes, voir Garner.
Jay Montgomery Garner, né le 15 avril 1938, est un général américain à la retraite qui fut l'administrateur de l'Irak à la suite de l'invasion de l'Irak en 2003. En raison des désordres croissants de l'Irak sous son administration, il fut très rapidement remplacé par Paul Bremer. Il est proche du Jewish Institute for National Security Affairs.

## Biographie
Né à Arcadia en Floride, Jay Garner participa à la guerre du Viêt Nam puis devint commandant de deux unités de défense aérienne en Allemagne de l'Ouest durant la guerre froide. Il aida à la mise au point du système des missiles Patriot qui aidèrent les Israéliens à se protéger contre les missiles SCUD irakiens. Après la guerre du Golfe, il se chargea de la non-violation de l'espace aérien du nord de l'Irak par les avions irakiens. En 2003, il devint le premier administrateur américain de l'Irak où il s'efforça de purger les fonctionnaires irakiens membres du Parti Baas. Il fut remplacé peu de temps après sa prise de fonction par Paul Bremer.
Spécialiste des systèmes de missiles, il travailla en étroite collaboration avec Tzva Hagana LeYsrael (Tsahal) et des sociétés d'armement.
Proche du JINSA, il avait donné sa signature à un manifeste d'hommes politiques et militaires américains contre l'ancien président de l'Autorité palestinienne, Yasser Arafat (octobre 2000).